# Ігл (Нью-Йорк)
Ігл (англ. Eagle) — місто (англ. town) в США, в окрузі Вайомінг штату Нью-Йорк. Населення — 1105 осіб (2020).

## Демографія
Згідно з переписом 2010 року, у місті мешкали 1192 особи в 447 домогосподарствах у складі 331 родини. Було 564 помешкання
Расовий склад населення:
| - 97,7 % — білих - 1,2 % — чорних або афроамериканців - 0,3 % — азіатів - 0,2 % — корінних американців |

До двох чи більше рас належало 0,7 %. Частка іспаномовних становила 0,8 % від усіх жителів.
За віковим діапазоном населення розподілялося таким чином: 25,2 % — особи молодші 18 років, 61,6 % — особи у віці 18—64 років, 13,2 % — особи у віці 65 років та старші. Медіана віку мешканця становила 40,7 року. На 100 осіб жіночої статі у місті припадало 101,4 чоловіків;  на 100 жінок у віці від 18 років та старших — 103,2 чоловіків також старших 18 років.
Середній дохід на одне домашнє господарство  становив 63 660 доларів США (медіана — 57 188), а середній дохід на одну сім'ю — 67 401 долар (медіана — 62 019). Медіана доходів становила 43 125 доларів для чоловіків та 38 542 долари для жінок. За межею бідності перебувало 14,2 % осіб, у тому числі 21,7 % дітей у віці до 18 років та 8,9 % осіб у віці 65 років та старших.
Цивільне працевлаштоване населення становило 601 особа. Основні галузі зайнятості: виробництво — 21,1 %, освіта, охорона здоров'я та соціальна допомога — 16,0 %, будівництво — 13,0 %, мистецтво, розваги та відпочинок — 12,8 %.